# Rainer Schmalz-Bruns
Rainer Schmalz-Bruns (* 11. September 1954 in Lüneburg; † 31. März 2020 ebenda) war ein deutscher Politikwissenschaftler und Hochschullehrer.

## Leben
Nach dem Abitur im Jahr 1973 am Johanneum Lüneburg diente Schmalz-Bruns für zwei Jahre in der Bundeswehr. Im Anschluss absolvierte er ein Lehramtsstudium der Politikwissenschaft, Soziologie, Volkswirtschaftslehre, Literaturwissenschaft und Erziehungswissenschaft an der Universität Hamburg, das er 1980 mit dem ersten Staatsexamen abschloss. 1986 promovierte er mit einer Dissertation über die französische Praxistheorie bei Udo Bermbach. Von 1986 bis 1987 wirkte Schmalz-Bruns als wissenschaftlicher Angestellter am Institut für Sozialwissenschaften der Universität Lüneburg. Im Anschluss war er als wissenschaftlicher Mitarbeiter am Otto-Suhr-Institut der FU Berlin tätig. Von 1989 an wirkte er fünf Jahre lang als wissenschaftlicher Mitarbeiter an der Universität der Bundeswehr Hamburg. Im Jahr 1994 habilitierte er sich an der Universität Hamburg mit einer Arbeit über reflexive Demokratie. Nach Lehrstuhlvertretungen in Gießen und Darmstadt übernahm Schmalz-Bruns als Nachfolger von Michael Th. Greven im Jahr 1997 die Professur für Politische Theorie am Institut für Politikwissenschaft an der TU Darmstadt. Im Jahr 2005 wechselte er auf die Professur für Politische Ideengeschichte und Theorien der Politik an der Gottfried Wilhelm Leibniz Universität Hannover.
Schmalz-Bruns wirkte zwölf Jahre im Vorstand der Sektion für Politische Theorie und Ideengeschichte der Deutschen Vereinigung für Politikwissenschaft  und leitete diese von 1997 bis 2003. Ab 2000 bekleidete er ein Vorstandsamt in der DVPW. Von 2010 bis 2016 wirkte Schmalz-Bruns als geschäftsführender Leiter der Redaktion der Politischen Vierteljahresschrift. Er war zudem langjähriger Herausgeber der Schriftenreihe der DVPW-Sektion Politische Theorie und Ideengeschichte und Mitglied im Beirat der Zeitschrift für Menschenrechte.
Schmalz-Bruns trat insbesondere mit Veröffentlichungen auf dem Gebiet der politischen Theorie hervor. Dabei beschäftigte er sich schwerpunktmäßig mit der französischen Praxistheorie, der Institutionentheorie, den Internationalen Beziehungen sowie der Rechtstheorie.
Schmalz-Bruns hinterließ zwei Kinder. Er starb im Frühjahr 2020 im Alter von 65 Jahren nach schwerer Krankheit in Lüneburg.

## Werke (Auswahl)
Eine Bibliographie der Schriften von Rainer Schmalz-Bruns findet sich im von Oliver Flügel-Martinsen und Dirk Jörke herausgegebenen und 2022 erschienenen Gedenkband.
- Alltag, Subjektivität, Vernunft. Praxistheorie im Widerstreit. (Dissertation), Westdeutscher Verlag, Opladen 1989, ISBN 978-3-531-12097-3.
- Ansätze und Perspektiven der Institutionentheorie. Eine bibliographische und konzeptionelle Einführung. Deutscher Universitätsverlag, Wiesbaden 1989, ISBN 978-3-322-93831-2.
- Reflexive Demokratie. Die partizipatorische Transformation moderner Politik. (Habilitationsschrift), Nomos, Baden-Baden 1995, ISBN 978-3-8452-6141-6.
- Mit Ansgar Klein (Hrsg.): Politische Beteiligung und Bürgerengagement in Deutschland. Möglichkeiten und Grenzen. Nomos, Baden-Baden 1997, ISBN 978-3-7890-5132-6.
- Mit Reinhard Zintl (Hrsg.): Politisches Vertrauen. Soziale Grundlagen reflexiver Kooperation. Nomos, Baden-Baden 2002, ISBN 978-3-7890-7900-9.
- Mit Claudia Landwehr (Hrsg.): Deliberative Demokratie in der Diskussion. Herausforderungen, Bewährungsproben, Kritik. Nomos, Baden-Baden 2014, ISBN 978-3-8487-1543-5.